# Église Saint-Maurice de Béceleuf
L'église Saint-Maurice est une église catholique située à Béceleuf, en France.

## Localisation
L'église est située dans le département français des Deux-Sèvres, sur la commune de Béceleuf.

## Historique
L'édifice, érigé au 12e siècle et réaménagé au 14e siècle, est classé au titre des monuments historiques en 1909.